# Alpenglocken

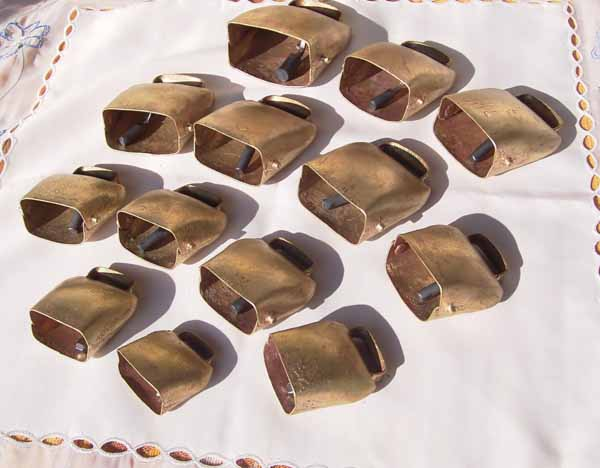
Alpenglocken in mittlerer Oktave

Alpenglocken sind ein Schlaginstrument in der alpenländischen Volksmusik.
Alpenglocken bestehen aus einem Satz gestimmter Kuhglocken. Sie werden normalerweise von einer Person gespielt, die die Glocken aufnimmt und schüttelt. Sie können auch unter einer Gruppe von Leuten aufgeteilt werden, so dass gemeinsam gespielt wird. Das Zusammenspiel erfordert ein hohes Maß an gegenseitigem Einfühlungsvermögen, da jeder Spieler nur dann seine Glocke läuten lassen soll, wenn in einem Lied die zu seiner Glocke passende Tonhöhe angesungen wird.